# Ронни Бейкер Брукс
Ронни Бейкер Брукс (англ. Ronnie Baker Brooks), настоящее имя Родни Дайон Бейкер (англ. Rodney Dion Baker); род. 23 января 1967, Чикаго, Иллинойс, США)  — американский блюзовый певец, гитарист, автор песен. Лауреат Blues Music Awards в номинациях «Песня года» (2025), «Альбом современного блюза» (2025), «Исполнитель современного блюза» (2025), номинант Blues Music Awards в номинациях «Лучший дебют» (2000), «Исполнитель современного блюза» (2007, 2008, 2018, 2019), «Альбом современного блюза» (2018),  «Блюзовый гитарист» (2025) . Сын Лонни Брукса, члена Зала славы блюза, брат блюзового музыканта Уэйна Бейкера Брукса. 

## Биография
Родни Дайон Бейкер родился в Чикаго, штат Иллинойс, США в 1967 году в семье известного блюзмена Лонни Брукса, начал осваивать гитару в раннем детстве с шести лет, тогда же получил свою первую гитару Gibson SG 1967 года выпуска . Впервые появился на сцене вместе с отцом в девятилетнем возрасте , сыграв песни «Messin with the Kid» и «You Consider Baby» . Имел возможность учиться гитаре непосредственно у многих икон жанра, как у своего отца, так и у Альберта Коллинза, Би Би Кинга, Вилли Диксона, Коко Тейлор. В 1985 году он окончил Hales Franciscan High School и уже в 1986 году присоединился к группе своего отца сначала как роуди, а затем стал играть на бас-гитаре. Как второй гитарист дебютировал в 1988 году на концертном альбоме своего отца, Live from Chicago: Bayou Lightning Strikes, выпущенном Alligator Records, и затем в 1991 году участвовал в туре Alligator Records в честь 20-летия лейбла, выступая с Коко Тейлор, Элвином Бишопом и Лил Эдом Уильямсом. Летом 1993 года Ронни присоединился к отцу, Коко Тейлор и Джуниору Уэллсу для национального тура BB King Blues Festival Tour.   
В конце 1990-х Брукс занялся сольной карьерой. Его дебютный альбом Golddigger был выпущен в 1998 году собственным лейблом Брукса Watchdog и в 2000 году Брукс был номинирован на премию Blues Music Award в категории «Лучший дебют»; второй альбом Take Me Witcha был выпущен в мае 2001 года. Про этот альбом написали «Шедевр гитарного блюз-фанк-рока, который идеально синтезирует его [Брукса] настоящее блюзовое воспитание и его полностью современное понимание R&B, соула и рока» . Следующим альбомом Брукса был The Torch (2006). Boston Herald описал его как «свирепый и неумолимый, The Torch может быть лучшим блюзовым альбомом года». Альбом включал в себя вклад Лонни Брукса, Эдди Клируотера, Джимми Джонсона, Вилли Кента. С 2007 по 2010 год Брукс гастролировал с участниками группы Карлтоном Армстронгом, Си Джей Энтони Такером и Стивом Никсоном. В тех случаях, когда его младший брат Уэйн Бейкер Брукс присоединялся к нему и его отцу на сцене, они были представлены как Brooks Family Band. В 2008 году Ронни спродюсировал и сыграл на дебютном альбоме легенды блюза Эдди Клируотера West Side Strut.
Следующий альбом Times Have Changed вышел в 2017 году и был охарактеризован как «Бейкер Брукс играет пьянящую смесь блюза, соула и фанка…бодрый коктейль внутренней силы, грува, жгучей гитарной работы и проникновенного вокала» . По результатам Бейкер Брукс получил номинации «Исполнитель современного блюза» и «Альбом современного блюза». 
Последний альбом Blues in My DNA был выпущен 11 октября 2024 года на Alligator Records, и в 2025 году стал триумфатором Blues Music Awards 2025 года, победив в номинациях «Песня года», «Альбом современного блюза» и «Исполнитель современного блюза», а также Ронни Бейкер Брукс был номинирован на звание лучшего блюзового гитариста. Про него написали: «Blues In My DNA легко переходит от фанк-роковых треков к глубокому мемфисскому соулу и эпическим, приятным публике, гитарным упражнениям» .
Ронни Бейкер Брукс выступал на обеих инаугурациях президента Обамы, играл на крупных фестивалях и концертных площадках в США, Канаде, Великобритании и Европе, а также в Бразилии и Китае. Он выступал на польском фестивале Rawa Blues Festival, испанском фестивале Cazorla Blues Festival, канадском фестивале Mt. Tremblant Festival, фестивале блюза Tampa Bay Blues Festival, Memphis In May, фестивале блюза North Atlantic Blues Festival, фестивале джаза и наследия New Orleans Jazz & Heritage Festival и многих других. В 2024 году Ронни вместе с Шемекией Коупленд открыл знаменитый Чикагский блюзовый фестиваль, где он в четвёртый раз выступал в качестве хедлайнера . 
Музыкант живет в Долтоне, штат Иллинойс, и когда он не гастролирует, он регулярно выступает в клубе Odyssey East Lounge на южной стороне Чикаго.
Журнал Blues Blast написал про Брукса: «В мощных руках Ронни Бейкера Брукса блюз-рок никогда не звучал так возмутительно. Соул никогда не звучал так восхитительно. И блюз никогда не звучал так глубоко… один из лучших современных живых исполнителей».
«Стиль Брукса, наполненный жгучими блюзовыми фразами, фанковыми фоновыми битами и влиянием ранних дней рэпа, хотя в первую очередь и является блюзом, практически невозможно отнести к какому-либо определенному стилю» .

## Дискография
| Год  | Название           | Лейбл             |
| ---- | ------------------ | ----------------- |
| 1998 | Golddigger         | Watchdog Records  |
| 2001 | Take Me Witcha     | Watchdog Records  |
| 2006 | The Torch          | Watchdog Records  |
| 2017 | Times Have Changed | Provogue Records  |
| 2024 | Blues in My DNA    | Alligator Records |